# Lista przewodniczących Zgromadzenia Narodowego Botswany

## Chronologiczna lista
| #  | Prezydent              | Portret | Kadencja          | Kadencja         | Partia polityczna | Partia polityczna |
| #  | Prezydent              | Portret | Od                | Do               | Partia polityczna | Partia polityczna |
| -- | ---------------------- | ------- | ----------------- | ---------------- | ----------------- | ----------------- |
| 1  | Alfred Merriweather    |         | 1965              | 1968             |                   | BDP               |
| 2  | Alberta Franka Locka   |         | 1968              | 1979             |                   | BDP               |
| 3  | James George Haskins   |         | 1979              | 1989             |                   | BDP               |
| 4  | Moutlakgola P.K. Nwako |         | 1989              | 1999             |                   | BDP               |
| 5  | Matlapeng Ray Molomo   |         | 1999              | 2004             |                   | BDP               |
| 6  | Patrick Balopi         |         | 2004              | 2009             |                   | BDP               |
| 7  | Margaret Nasha         |         | październik 2009  | październik 2014 |                   | BDP               |
| 8  | Gladys Kokorwe         |         | 12 listopada 2014 | 5 listopada 2019 |                   | BDP               |
| 9  | Phandu Skelemani       |         | 5 listopada 2019  | 7 listopada 2024 |                   | BDP               |
| 10 | Dithapelo Keorapetse   |         | 7 listopada 2024  | nadal            |                   | UDC               |